# 시오하마역
시오하마역(일본어: 塩浜駅)은 일본 미에현 욧카이치시에 위치한 긴키 닛폰 철도 · 일본화물철도의 철도역이다. 긴테쓰의 나고야 선 소속역이며, JR 화물의 간사이 본선 화물 지선 등 2개의 노선이 운행되고 있다.

## 타는 곳

### 긴키 닛폰 철도
역 번호는 E 24이며, 섬식 승강장 2면 4선의 구조를 갖춘 선상 역사이다.
| 1 · 2 | E 나고야 선 | 하행 | 쓰 · 도바 · 가시코지마 · 오사카 · 고베 방면 |
| 3 · 4 | E 나고야 선 | 상행 | 욧카이치 · 구와나 · 나고야 방면             |

### JR 화물
긴테쓰 시오하마 역에 인접한 역의 착발선을 보유한 조차장과, 긴테쓰 미야마도 역에 인접하는 측선군으로 이루어져 있다.
착발선은 도착선 1선과 출발선 1선으로 이루어져 있다. 가장 서쪽 선로가 도착선으로, 동쪽 선로가 출발선으로 되어 있다. 출발선의 동쪽에는 화물 유치선이 총 10대 부설되어 있다. 구내는 전부 비전철화이며, 역 구내의 입환 작업은 JR 화물이 보유하는 본선 견인기가 담당한다. 석유 수송용 탱크 화차의 상비역이며, 욧카이치 역과 당 역에서 분담해서 유치되어 있다.

#### 화물 열차
- 2013년 3월 개정 시점으로는 상행 열차는 고속 화물열차가 하루 1대만 이나자와역을 경유해서 미나미마쓰모토역까지 운행, 전용 화물열차가 하루 5대 운행되고 있다. 하행 열차는 고속 화물열차가 하루 1대, 전용 화물열차가 하루 3대 운행되고 있다.

## 이용 현황
| 연도 | 승차 인원 |
| ---- | --------- |
| 1997 | 3,200     |
| 1998 | 3,044     |
| 1999 | 3,004     |
| 2000 | 2,958     |
| 2001 | 2,835     |
| 2002 | 2,852     |
| 2003 | 2,865     |
| 2004 | 2,826     |
| 2005 | 2,810     |
| 2006 | 2,834     |
| 2007 | 2,840     |
| 2008 | 2,910     |
| 2009 | 2,755     |
| 2010 | 2,744     |
| 2011 | 2,836     |
| 2012 | 2,892     |
| 2013 | 2,970     |
| 2014 | 2,879     |
| 2015 | 3,065     |

## 역 주변
- JR 도카이 간사이 본선 미나미욧카이치역
- 욧카이치 시청 시오하마 지구 시민 센터
- JSR 욧카이치 공장
- 미쓰비시 화학 욧카이치 사업소 시오하마 지구
- 쇼와 욧카이치 석유 욧카이치 제유소
- 코스모 전자 공장

## 인접 역
| 긴키 닛폰 철도 E 나고야 선           | 긴키 닛폰 철도 E 나고야 선 | 긴키 닛폰 철도 E 나고야 선         |
| ------------------------------------ | -------------------------- | ---------------------------------- |
| E21 긴테쓰욧카이치 긴테쓰나고야 방면 | ■ 급행                     | 이세와카마쓰 E29 이세나카가와 방면 |
| E23 미야마도 긴테쓰나고야 방면       | ■ 보통                     | 기타쿠스 E25 이세나카가와 방면     |
| 일본화물철도 간사이 본선             |                            |                                    |
| 욧카이치 욧카이치 방면               | ■ 간사이 본선 (화물 지선)  | 시·종착역                          |